# Palera
Palera là một thị xã và là một nagar panchayat của quận Tikamgarh thuộc bang Madhya Pradesh, Ấn Độ.

## Địa lý
Palera có vị trí 25°01′B 79°14′Đ / 25,02°B 79,23°Đ Nó có độ cao trung bình là 246 mét (807 feet).

## Nhân khẩu
Theo điều tra dân số năm 2001 của Ấn Độ, Palera có dân số 14.646 người. Phái nam chiếm 53% tổng số dân và phái nữ chiếm 47%. Palera có tỷ lệ 52% biết đọc biết viết, thấp hơn tỷ lệ trung bình toàn quốc là 59,5%: tỷ lệ cho phái nam là 62%, và tỷ lệ cho phái nữ là 41%. Tại Palera, 19% dân số nhỏ hơn 6 tuổi.